# Virungabergen

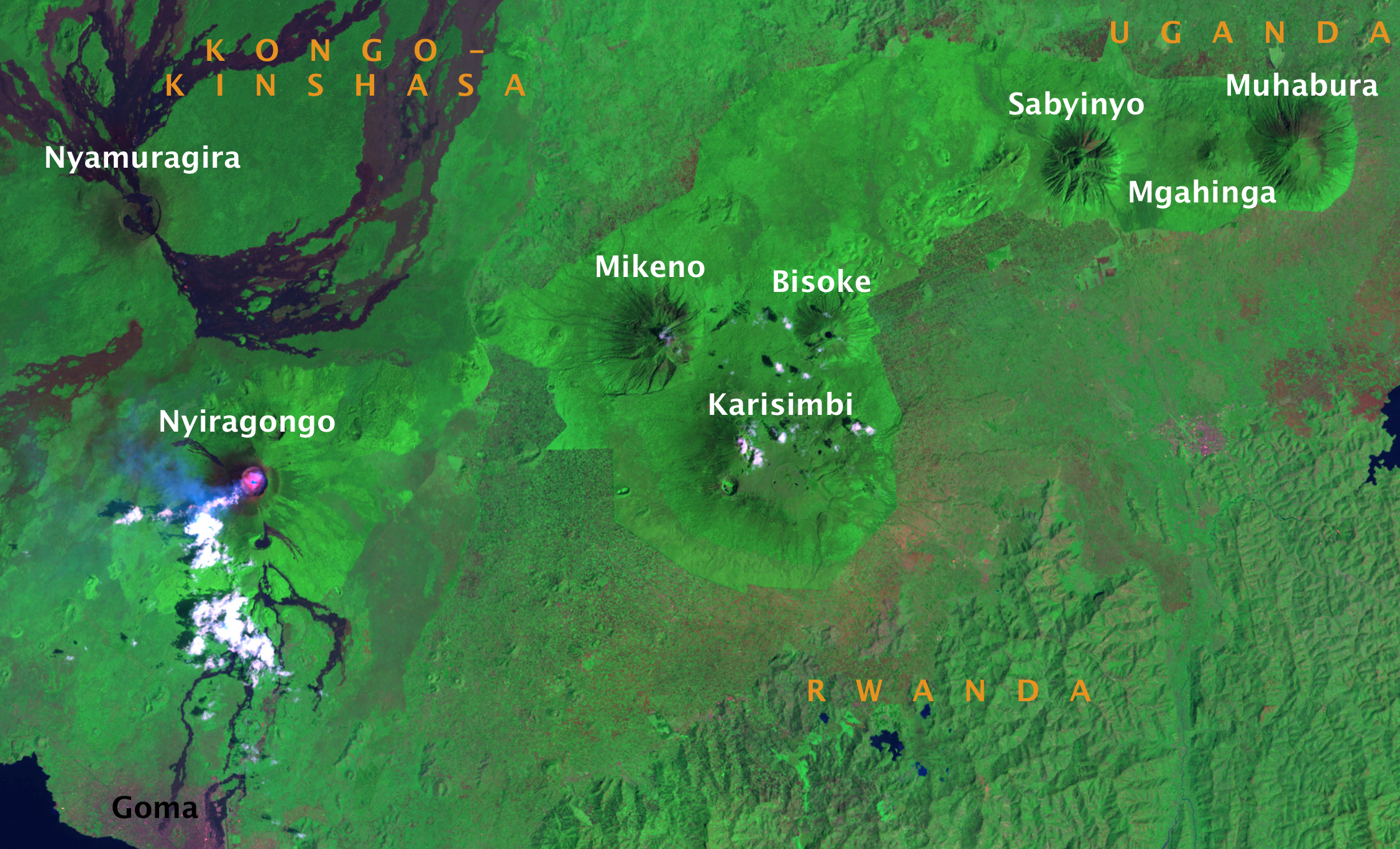
De åtta vulkanerna i Virungabergen, inprickade på ett satellitfoto från 2007. Fotot har "falska" (infraröda) färger, så bebyggelse är i violett, lavaströmmar och vattenytor (Kivusjön är längst ner t.v.) i mörklila/svart, den heta lavasjön i Nyiragongo i blått och rosa. De yttre gränserna för de tre ländernas nationalparker syns tydligt, eftersom de sammanfaller med den tvära övergången mellan regnskog (ljusgrönt) och åkermark (mellangrönt). Vid Nyiragongo och Nyamuragira syns lavaströmmar och lavafält av olika ålder.

Virungabergen är en östafrikansk bergskedja, belägen vid gränsen mellan Rwanda, Uganda och Kongo-Kinshasa. Den är en förgrening av Albertgravsänkans berg, vilka löper längs med kanten av den västra grenen av det Östafrikanska gravsänkesystemet.
Bergskedjan är uppbyggd kring åtta större och en mängd mindre vulkaner, varav Karisimbi på 4 507 meter är den högsta. De två vulkanerna längst i väster är mycket aktiva, medan de andra är inaktiva (vilande eller utslocknade). Namnet "Virunga" är en engelsk version av ibirunga, ordet på kinyarwanda för 'vulkaner'.

## Nationalparker och natur
I bergen ligger på den kongolesiska sidan Virunga nationalpark, som täcker 7 000 kvadratkilometer och sedan 1979 är placerad på Unescos lista över världsarv. Denna park gränsar till Ruwenzoribergens nationalpark i Uganda på 99 600 hektar, till Rwandas Parc National des Volcans på 15 000 hektar och längs några få kilometer till Ugandas Mgahinga Gorilla National Park på 2 900 hektar.
Här lever 86 däggdjursarter. Bland de största märks bergsgorillan (Gorilla beringei beringei), kafferbuffel (Syncerus caffer), antiloper (Tragelaphus scriptus) och afrikansk elefant (Loxondata africana). Här lever också den utrotningshotade Cercopithecus kandti ("guldmarkatta"; engelska: golden monkey) samt blå markatta (Cercopithecus mitis). De åtta stora vulkanerna (se nedan) ligger alla inom de angränsande nationalparkerna i de tre länderna, men den rika vulkanjorden i området har medfört att områdena runt nationalparkerna är tättbefolkade med åkrar där en gång regnskog fanns.

## Vulkanerna

### Utsträckning
Bergsmassivet är utsträckt i väst-östled – norr om Kivusjön och söder/öster om Edwardsjön – och består av åtta större vulkaner samt ett antal mindre sidovulkaner. Den bergskedja som vulkanerna bildar är som högst 4 507 m ö.h (toppen av Karisimbi, som lägst ca 2 050 m ö.h. (den utbredda dalen mellan Nyiragongo och Mikeno/Karisimbi). De mindre vulkanerna inkluderar Mugogo, belägen i den centrala delen av bergskedjan strax norr om vulkanen Bisokes topp. Mugogo är en mindre askkon, med toppen på 2 370 meters höjd, och hade sitt enda hittills kända utbrott 1957.

### Tre grupper
De större vulkanerna är uppdelade i tre grupper. Längst i väster finns de högst aktiva Nyamuragira och Nyiragongo. Båda två tillhör världens mest aktiva vulkaner. Den förra, en sköldvulkan, har ett större pågående utbrott som sedan 2011 spätt på de stora ytor med lavaslätter som finns miltals runt dess centrala krater. Den är ständigt aktiv, men de som orkat räkna har noterat 43 utbrott mellan åren 1865 och 2011. Grannvulkanen, stratovulkanen Nyiragongo, har världens största lavasjö. Det stora utbrottet 2002 tvingade en halv miljon människor i närliggande Goma på flykt, och lavaströmmarna halverade längden på stadens flygplats. Detta utbrott pågår fortfarande men numera i mindre skala.
De högsta bergen finns i den centrala zonen, i gränsområdet mellan Kongo-Kinshasa och Rwanda, där både Karisimbi (ett stort massiv med ett flertal toppar) och Mikeno når upp till runt 4 500 meter. Båda vulkanernas kratrar har numera eroderat bort. Strax norr om Karisimbi ligger också den något lägre Bisoke, som hade ett mindre utbrott så sent som 1957.
Tre inaktiva vulkaner formerar kärnan i den östligaste delen av Virungabergen. Sabyinyo ligger runt "treriksröset" mellan Kongo-Kinshasa, Rwanda och Uganda. Strax öster om den finns "tvillingvulkanerna" Mgahinga och Muhabura; mellan dem finns en höglänt sadelrygg.
I tabellen nedan listas vulkanerna, från väster till öster.

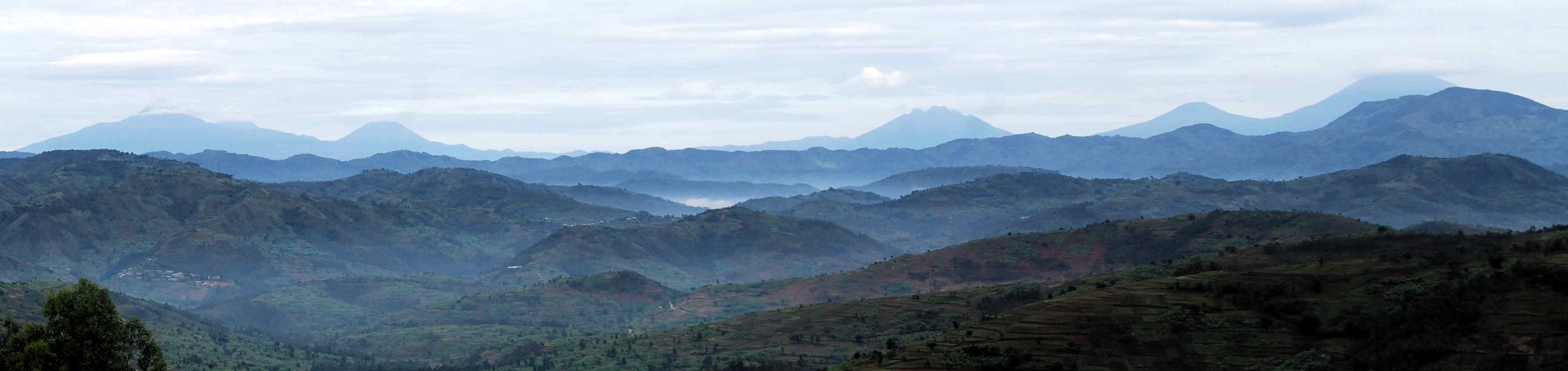
Vy över norra Rwanda (Rulibergen), med sex av de åtta Virungavulkanerna vid horisonten. Från vänster till höger: Karisimbi, Mikeno (bakom Karisimbi), Bisoke, Sabyinyo, Mgahinga och Muhabura.

|   | Namn                     | Land/länder                  | Höjd i m ö.h. | Bildades             | Status  | Senaste utbrott | Noter |
| - | ------------------------ | ---------------------------- | ------------- | -------------------- | ------- | --------------- | --- |
| 1 | Nyamuragira              | Kongo-Kinshasa               | 3 058         | 18 000 f.Kr.         | Aktiv   | 2011–           | Har utbrott i snitt vartannat år. Många lavaströmmar når Kivusjön, 25 km söderut.                                      |
| 2 | Nyiragongo               | Kongo-Kinshasa               | 3 470         | 18 000 f.Kr.         | Aktiv   | 2002–           | Huvudkratern har en ständig lavasjö, världens största. Miljonstaden Goma, 20 km söderut, drabbas ofta av dess utbrott. |
| 3 | Mikeno                   | Kongo-Kinshasa               | 4 437         | Äldre pleistocen     | Inaktiv | ?               | Toppen saknar en krater.                                                                                               |
| 4 | Karisimbi                | Kongo-Kinshasa Rwanda        | 4 507         | Mellersta pleistocen | Inaktiv | 8050 f.Kr.?     | Toppen saknar en krater.                                                                                               |
| 5 | Bisoke (även Visoke)     | Kongo-Kinshasa Rwanda        | 3 711         | Mellersta pleistocen | Vilande | 1957            | |
| 6 | Sabyinyo                 | Kongo-Kinshasa Rwanda Uganda | 3 674         | Äldre pleistocen     | Inaktiv | ?               | Toppen saknar en krater.                                                                                               |
| 7 | Mgahinga (även Gahinga)  | Rwanda Uganda                | 3 474         | Mellersta pleistocen | Inaktiv | ?               | |
| 8 | Muhabura (även Muhavura) | Rwanda Uganda                | 4 127         | Mellersta pleistocen | Inaktiv | ?               | |

## Bilder

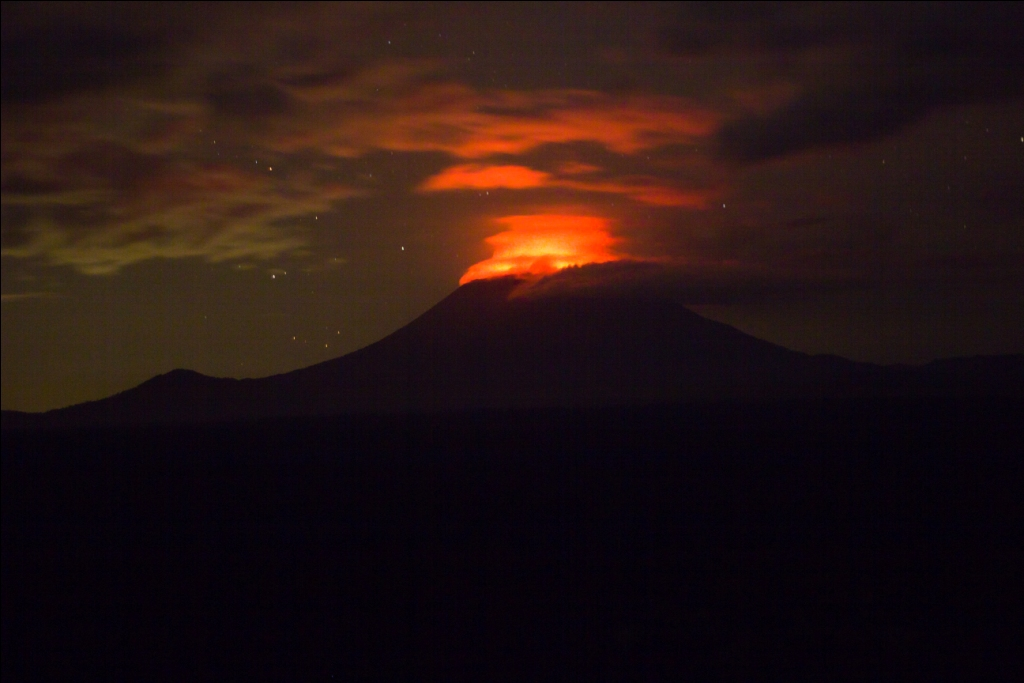
Nyiragongos glödande lavasjö lyser upp nattmolnen över vulkanen.
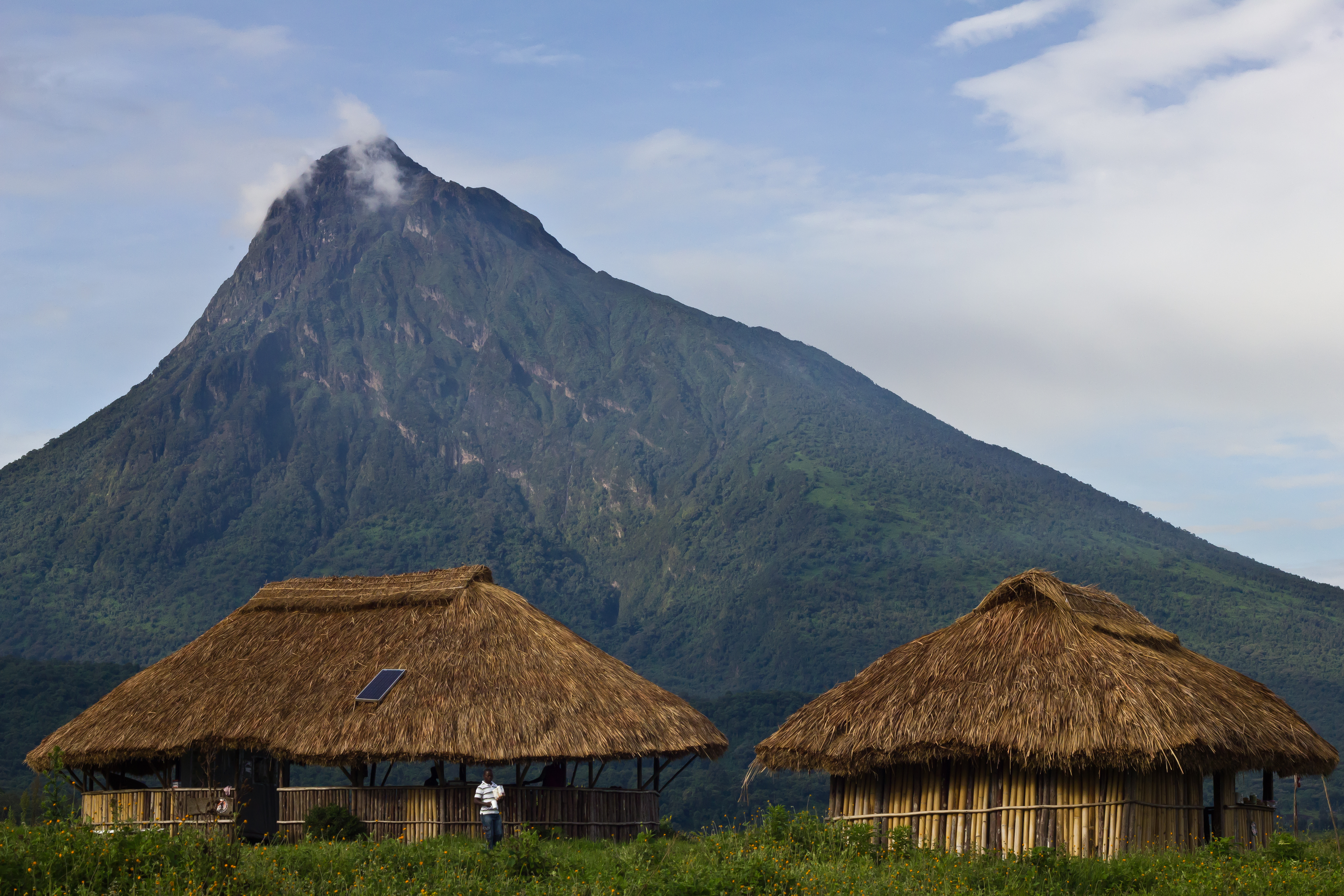
Vaktpostering i Virunga nationalpark, med Mikeno i bakgrunden.
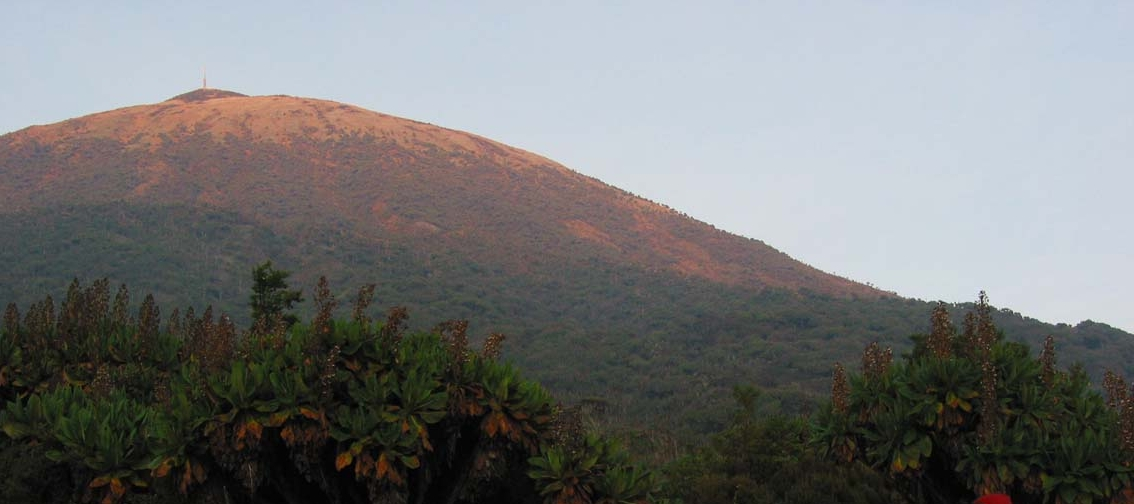
Toppen på Karisimbi, med markerade växtzoner.
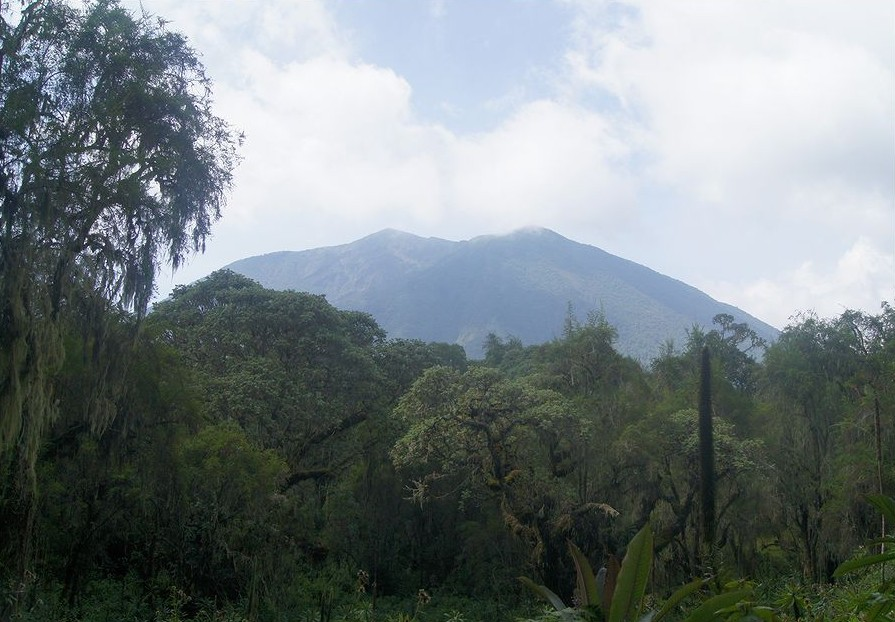
Bisoke, som senast hade utbrott 1957.
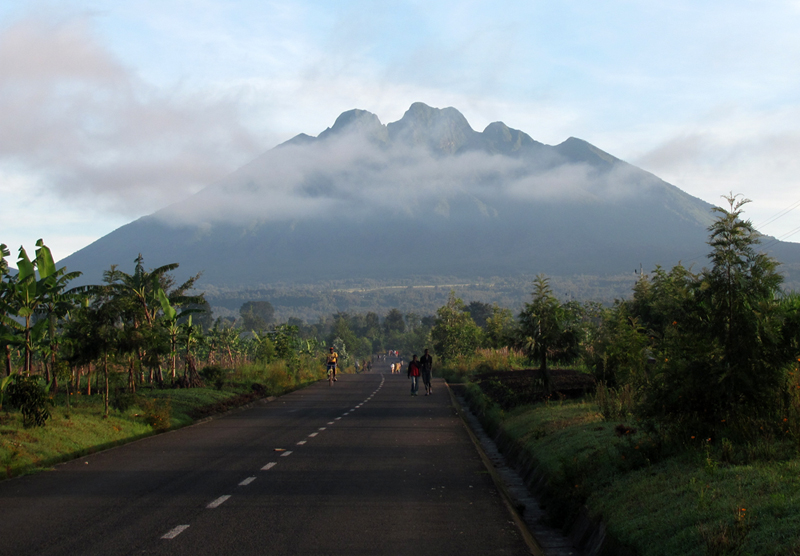
Sabyinyo sett söderifrån.
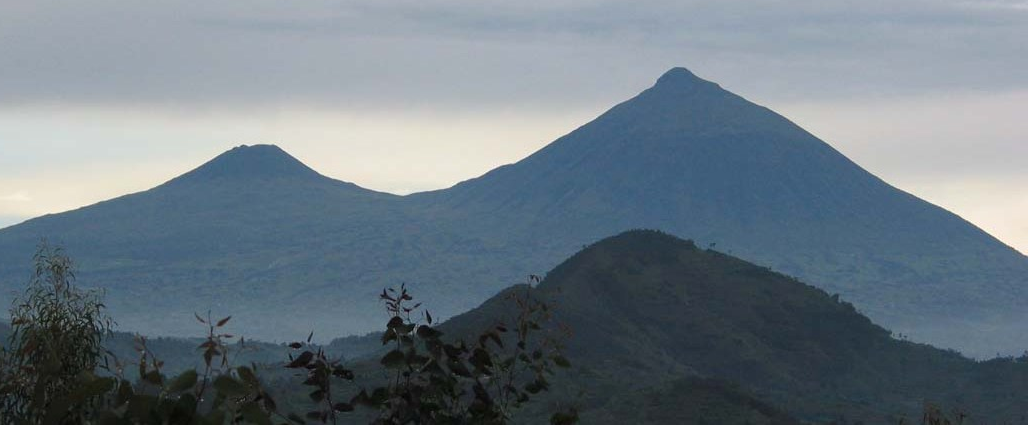
Mgahinga och Muhabura, endast åtskilda av en sadelrygg.